# Смит, Кит (музыкант)
Кит Джон Смит (англ. Keith John Smith; 19 марта 1940 года, Айзлворт, Англия — 4 января 2008 года, Лондон, Англия) — британский джазовый трубач, руководитель биг-бэнда и музыкальный продюсер.

## Биография
В детстве Кит Смит планировал стать инженером. Заняться музыкой он решил в возрасте 15 лет, когда ему в руки попала коллекция джазовых записей, принадлежавшая старшему брату Кита. Он приобрёл свою первую трубу в комиссионном магазине и начал заниматься самостоятельно. Вскоре он присоединился к ансамблю кларнетиста Норри Кокса, игравшему новоорлеанский джаз. После этого Смит играл в ряде других любительских, а затем и профессиональных коллективах, также преимущественно исполнявших традиционный джаз.
В 1964 году Кит Смит переехал в США. Некоторое время он проживал в Новом Орлеане и в Калифорнии, затем поселился в Нью-Йорке. Вскоре он вернулся в Лондон во главе собственного биг-бэнда, состоящего из американских музыкантов. В 1970-х годах Смит некоторое время прожил в Дании, где играл в местном ансамбле Papa Bue's Viking Jazz Band. Вновь вернувшись в Великобританию, он совместно с тромбонистом Джорджем Чисхолмом и пианистом Миком Пайном организовал ансамбль Hefty Jazz. Основу репертуара ансамбля составляла музыка Луи Армстронга, Коула Портера и Джорджа Гершвина. В качестве гостей с Hefty Jazz часто выступали известные американские джазовые музыканты. В 1981 году Кит Смит возглавил бывший ансамбль Луи Армстронга Louis Armstrong All-Stars. Последние годы жизни он жил и работал в Германии, вскоре по возвращении в Лондон Смит скончался от сердечного приступа.